# Joël Kimwaki
Joël Kimwaki (nacido el 14 de octubre de 1986, en Kinshasa) es un futbolista congoleño que juega de defensa y actualmente juega en el Tout Puissant Mazembe. 

## Carrera
No lleva mucho tiempo en su carrera, ya que apenas debutó en los clubes el 2009. El club al que debutó era el DC Motema Pembe Kinshasa, por lo que estuvo todo el año 2009. El 2010 jugaría para su equipo actual, TP Mazembe.

### Participaciones en torneos internacionales
| Torneo                                 | Sede  | Resultado   |
| -------------------------------------- | ----- | ----------- |
| Copa Mundial de Clubes de la FIFA 2010 | EAU   | Subcampeón  |
| Copa Mundial de Clubes de la FIFA 2015 | Japón | Sexto lugar |

## Selección nacional
Ha sido llamado a la selección de fútbol de la República Democrática del Congo, desde el mismo 2009. Hasta hoy, ha jugado 37 partidos internacionales.

### Participaciones en torneos internacionales
| Torneo                                  | Sede              | Resultado        |
| --------------------------------------- | ----------------- | ---------------- |
| Campeonato Africano de Naciones de 2009 | Costa de Marfil   | Campeón          |
| Campeonato Africano de Naciones de 2011 | Sudán             | Cuartos de final |
| Campeonato Africano de Naciones de 2014 | Sudáfrica         | Cuartos de final |
| Copa Africana de Naciones 2015          | Guinea Ecuatorial | Tercer puesto    |
| Campeonato Africano de Naciones de 2016 | Ruanda            | Campeón          |

## Palmarés

### Campeonatos internacionales
| Título                          | Equipo   | Sede            | Edición |
| ------------------------------- | -------- | --------------- | ------- |
| Campeonato Africano de Naciones | RD Congo | Costa de Marfil | 2009    |